# Eilean nan Each
Eilean nan Each eller Horse Island är en obebodd ö i Highland, Skottland. Ön är belägen 30 km från Tobermory.